# Phacellus
Phacellus es un género de escarabajos longicornios de la subfamilia Lamiinae. Fue descrito por Pierre François Marie Auguste Dejean en 1835.

## Especies
- Phacellus boryi (Gory, 1832)
- Phacellus castaneus Monné, 1979
- Phacellus cuvieri Buquet, 1851
- Phacellus dejeani Buquet, 1838
- Phacellus fulguratus Monné, 1979
- Phacellus latreillei Buquet, 1838
- Phacellus plurimaculatus Galileo y Martins, 2001